# Alwin Peschke
Friedrich Alwin Peschke, auch Albin Peschke (* 6. Juni 1869 in Pulsnitz; † 13. Februar 1929 in Berlin), war ein deutscher Komponist, Musiker und Kapellmeister.

## Leben
Alwin Peschke erhielt seine Ausbildung als Trompeter bei Julius Kosleck, Professor der Königlichen Hochschule für Musik in Berlin. Mit erst 24 Jahren übernahm Peschke im April 1893 die Kapelle des 7. Dragoner-Regiments in Saarbrücken. In seiner Dienstzeit in Saarbrücken erlangte Alwin Peschke zusammen mit dem Musikmeister Lothar Ströbe einen hohen Beliebtheitsgrad unter anderem durch die Aufführung von Titeln der Komponisten Franz Liszt und Richard Wagner in Bearbeitung für Militärkapellen. Peschke wurde außerdem Ströbes Schwiegersohn.
Ab 1900 tat Alwin Peschke seinen Dienst als Stabstrompeter und Leiter der Kapelle des 2. Garde Dragoner-Regiments, Kaiserin Alexandra von Russland, in Berlin. Bis zu seiner Pensionierung erlangte Peschke den Titel des Obermusikmeisters und einige Auszeichnungen wie das Allgemeine Ehrenzeichen und das Goldene Verdienstkreuz der Königlich Rumänischen Krone.
Alwin Peschke komponierte und arrangierte einige Musikstücke wie zum Beispiel den „Alexandra-Marsch“ zu Ehren der Kaiserin Alexandra und den „Trabmarsch Graf Geßler“. Richard Strauss bat Alwin Peschke in seinem Brief vom 22. Januar 1907 um die Anfertigung einer Fassung für seinen Militärmarsch „Parade-Marsch für Kavallerie Nr. 2“.
Die letzte bekannte Adresse Peschkes ist 1929 die Urbanstraße 170 in Berlin.

## Kompositionen
- „Abendlied für Männerchor“[8]
- „Trabmarsch Graf Geßler“[9]
- „Alexandra-Marsch“[10]
- Trabmarsch „Der rote Sarafan“ nach russischem Volkslied[11]
- „Der Glücklichste im Städtchen“ für Gesang und Klavier[12]
- 2 leichte Weihnachtsstückchen, P: Brüderchen träumt, Schwesterchen tanzt 1.50 Harmonie[13]